# Alessi di Samo
Alessi di Samo (in greco antico: Ἄλεξις?, Álexis; Samo, III secolo a.C. (?) – ...) è stato uno storico greco antico.

## Biografia e opere
Alessi risulta autore di un'opera intitolata Σάμιοι Ὧροι o Ὧροι Σαμιακοὶ (Annali di Samo) citata solo da Ateneo, almeno in 3 libri.
Nel primo frammento, Alessi cita Policrate di Samo, sostenendo: 
(F 1 J. - trad. A. D'Andria)
Nel secondo frammento, riguardante l'età periclea, Alessi si soffermava su una particolare donazione ad Afrodite:
(F 2 J. - trad. A. D'Andria)